# Uru-Eu-Wau-Wau
Uru-Eu-Wau-Wau là một bộ lạc bản địa Brasil, sinh sống ở bang Rondônia. Bộ lạc này lần đầu tiên tiếp xúc với thế giới bên ngoài vào năm 1986 và từ đó tới nay, họ vẫn luôn là đối tượng của các nhà nghiên cứu khoa học, ngôn ngữ học và các nhà thám hiểm trên toàn thế giới.
Bộ lạc này không có khái niệm về thời gian hay tuổi tác. Họ chỉ phân biệt đêm và ngày, mùa mưa và mùa khô. Người Uru-Eu-Uaw-Uaw sinh sống trong 6 làng ở biên giới Terra Indigena Uru-Eu-Uaw-Uaw, được chia sẻ chung bởi ba phân nhóm, Amondawa, Jupaú, và Uru Pa In, cũng như Jurureí, Parakua, và hai bộ lạc chưa được tiếp xúc mà người ta chưa rõ tên gọi là gì.
Bộ lạc này có tục xăm môi màu đen vì họ quan niệm môi màu đen mới quyến rũ. Tên gọi của mỗi người không cố định mà có thể thay đổi nhiều lần trong đời. Ngôn ngữ bản địa của họ bị tiếng Bồ Đào Nha ảnh hưởng và đe dọa sự tồn tại do việc sử dụng tiếng Bồ Đài Nha trên các phương tiện truyền thông.